# برمنغهام إردينغتون (دائرة انتخابية في المملكة المتحدة)
برمنغهام، إردينغتون  (بالإنجليزية: Birmingham, Erdington)‏ هي إحدى الدوائر الانتخابية في المملكة المتحدة الممثلة في مجلس العموم في برلمان المملكة المتحدة.
عضو البرلمان الذي يمثلها حالياً هو :Mr Siôn Simon (Lab).